# Yümnü Üresin
Hasan Yümnü Üresin (* 1898 in Harput, Provinz Elazığ; † 30. Mai 1961 in Istanbul) war ein türkischer Militär und Politiker (DP).

## Werdegang
Üresin war General der türkischen Armee. Vom 10. November 1952 bis zum 17. Mai 1954 war er Verkehrsminister der Türkei. Sein Nachfolger im Amt des Verkehrsministers war Muammer Çavuşoğlu.

## Ehrungen
- 1958: Großkreuz des Verdienstordens der Bundesrepublik Deutschland

| Personendaten    | Personendaten                    |
| ---------------- | -------------------------------- |
| NAME             | Üresin, Yümnü                    |
| ALTERNATIVNAMEN  | Üresin, Hasan Yümnü              |
| KURZBESCHREIBUNG | türkischer Militär und Politiker |
| GEBURTSDATUM     | 1898                             |
| GEBURTSORT       | Harput, Provinz Elazığ           |
| STERBEDATUM      | 30. Mai 1961                     |
| STERBEORT        | Istanbul                         |